# Boekenbeurs Antwerpen
Boekenbeurs Antwerpen was  een jaarlijkse boekenbeurs in de Belgische stad Antwerpen. Deze werd voor het eerst georganiseerd in november 1932 in de stadsfeestzaal aan de Meir. De beurs werd gehouden tijdens de maand november in de Antwerp Expo en werd georganiseerd door de beroepsvereniging Boek.be. De laatste editie was in 2019.
Op de Boekenbeurs waren er stands van uitgevers, importeurs en boekhandelaren. In de stands werden boeken verkocht en presenteerden zich auteurs uit binnen- en buitenland. Er was ook een programma met lezingen, auteursgesprekken, workshops en er zijn speciale themadagen.
Voorafgaande aan de eigenlijke beurs werd de debuutprijs met bijhorende cheque van € 6200 uitgereikt.

## Geschiedenis
De Boekenbeurs werd voor het eerst georganiseerd in november 1931 in de stadsfeestzaal aan de Meir in Antwerpen. De Boekenbeurs vond haar oorsprong in het initiatief van de toenmalige Vereeniging ter Bevordering van het Vlaamsche Boekwezen (nu Boek.be) om stelselmatig promotie voor het boek te maken. 
De Boekenbeurs groeide uit van een bescheiden tentoonstelling van boeken tot een mega-evenement dat in de periode van 2010 tot 2012 gemiddeld 170.000 bezoekers verwelkomde. In 2013 en 2014 telde de beurs 155.000 bezoekers, in 2018 waren het er 137.000, tijdens de laatste editie in 2019 nog 129.000.
Door de jaren heen vond de Boekenbeurs plaats op verschillende locaties: 
- Stadsfeestzaal aan de Meir in Antwerpen (1931 tot 1970)
- Soms ook in de Lamorinièrezaal op de Meir
- De Marmeren Zaal in de dierentuin (1942-1943-1947)
- Zaal Apollo aan het Koningin Astridplein
- Vanaf 1971 zit de beurs in het Bouwcentrum, dat later werd omgedoopt in Antwerp Expo

## Het Andere Boek
Het Andere Boek is een andere, op een minder groot publiek gerichte boekenbeurs die jaarlijks begin oktober in Antwerpen plaatsvindt. Tot 2000 vond deze boekenbeurs plaats in de stadsfeestzaal op de Meir. Nadien vond de beurs plaats in de Plantijn Hogeschool aan de Meistraat en daarna in het Zuiderpershuis. De editie van 2008 (de 33ste) trok 4.500 bezoekers aan. De editie van 2009 trok 3.700 bezoekers, maar organisator Vincent Scheltien sprak van een succes omdat de kwaliteit, de tevredenheid van de klanten en de verkoop vergelijkbaar waren met 2008.
In 2010 werd na 33 edities het initiatief voor deze beurs beëindigd.

## Uitsluiting uitgeverij Egmont
Deelname aan de Boekenbeurs was voorbehouden voor leden van de drie beroepsorganisaties achter de koepelvereniging Boek.be. Lidmaatschap van die beroepsorganisaties was niet volledig open, en met name het weren van uitgeverij Egmont, geassocieerd met de politieke partij Vlaams Belang, heeft tot kritiek geleid. In 2017 heeft een rechter in de provincie Antwerpen in eerste aanleg beslist dat het uitsluiten van Egmont tegen de antidiscriminatiewet is. Het Antwerpse hof van beroep oordeelde in dezelfde zin als de lagere rechter. Boek.be legde zich neer bij het arrest en gaf Egmont een stand op volgende boekenbeurzen.

## Financiële problemen
Na enkele jaren van dalende bezoekcijfers kwamen de organisatoren in 2019 met een vernieuwde aanpak. In 2020 schreven zich echter door de coronacrisis maar weinig standhouders in. In september 2020 kreeg Boek.be bescherming tegen haar schuldeisers, en in maart 2021 kondigde de gerechtelijke beheerder aan dat tot 19 april 2021 naar een overnemer werd gezocht voor de organisatie en haar 9 werknemers. Boek.be werd failliet verklaard op 15 juli 2021. Een aantal uitgeverijen werkten samen om vanaf 2021 een nieuw evenement op poten te zetten, Boektopia, in Kortrijk Xpo.
In 2021 volgde in Antwerpen een kleinschalige editie van "LEES! Het Boekenfestival". Het bleef bij die ene editie.